# Czesław Śnieć
Czesław Śnieć (ur. 30 stycznia 1919 w Kutnie, zm. 13 kwietnia 1972 w Warszawie) – kapitan pilot Wojska Polskiego, kawaler Virtuti Militari.

## Życiorys
W latach 1926–1929 uczęszczał do szkoły powszechnej i gimnazjum. Maturę zdał w 1938 r., w tym samym roku rozpoczął służbę wojskową w 18 pułku piechoty. 3 stycznia 1939 r. został przeniesiony do Szkoły Podchorążych Lotnictwa w Dęblinie na szkolenie w zakresie pilotażu. Nie wziął udziału w działaniach bojowych podczas kampanii wrześniowej, został ewakuowany wraz z podchorążymi swojego rocznika.
Przez Rumunię i Syrię przedostał się do Francji, skąd został wysłany do francuskiego centrum wyszkolenia personelu latającego w Rabacie. Po upadku Francji został ewakuowany drogą morską do Wielkiej Brytanii. Wstąpił do służby w Polskich Siłach Powietrznych, otrzymał numer służbowy RAF P-1623. Został skierowany do obozu Weeton i odbył kurs uzupełniający dla podchorążych. Następnie od lutego do kwietnia 1941 r. przeszedł szkolenie lotnicze w 1 Flying Training School (FTS). Na początku kwietnia 1941 r. otrzymał przydział do 317 dywizjonu myśliwskiego. Po krótkim okresie służby został skierowany do 55 Operational Training Unit (OTU) na szkolenie w lotach na Hawker Hurricane. Po jego ukończeniu powrócił do służby w dywizjonie 302. 19 sierpnia 1942 roku brał udział w dwóch lotach bojowych na osłonę lądowania w Dieppe
7 września 1942 r. podczas „operacji Circus 217” zestrzelił Focke-Wulfa Fw 190. 10 czerwca 1943 r. podczas zadania „Ramrod 86” zestrzelił kolejnego Fw 190. 8 września 1943 r. dowodził eskadrą A dywizjonu 317 podczas operacji „Ramrod S.41”. W rejonie Bailleul uzyskał prawdopodobne zestrzelenie Messerschmitta Bf 109. W rejonie Lille jego samolot został trafiony ogniem obrony przeciwlotniczej, udało mu się wylądować w pobliżu Armentières. Uniknął niewoli, nawiązał kontakt z miejscową Polonią, która przekazała go francuskiemu ruchowi oporu. Po przygotowaniu fałszywych dokumentów ruszył przez Pireneje do Hiszpanii. W górach został aresztowany przez Hiszpanów i wywieziony do Pampeluny, a następnie osadzony w więzieniu w Miranda de Ebro. 6 stycznia 1944 r. został zwolniony z więzienia i trafił do Madrytu, a stamtąd do Gibraltaru. 17 stycznia powrócił do Wielkiej Brytanii. 
Po badaniach lekarskich i odpoczynku 24 maja został przydzielony do dywizjonu 309. 2 lipca przeszedł do 84 GSU, jednostki pomocniczej 84 Grupy Myśliwskiej. Z początkiem sierpnia został przydzielony do dywizjonu 317, gdzie 23 sierpnia objął stanowisko dowódcy eskadry. 1 lutego 1945 r. przeniesiono go do dowództwa 1. Polskiego Skrzydła Myśliwskiego, 23 października został ponownie skierowany do dywizjonu 317 na stanowisko dowódcy eskadry B. 22 grudnia powrócił do służby w macierzystym dywizjonie 302 na stanowisko dowódcy eskadry A. 30 kwietnia 1946 r. zawarł związek małżeński.
Po demobilizacji zdecydował się na powrót do Polski. Uniknął komunistycznych represji, zamieszkał z matką i żoną w Kutnie. Pracował jako dyrektor Węglokoksu, w Polskiej Żegludze Morskiej, w latach 1968–1972 był attaché do spraw morskich przy ambasadzie polskiej w Nigerii.
Zmarł 13 kwietnia 1972 r. w Warszawie, został pochowany w Szczecinie na cmentarzu Centralnym (kwatera 45B, rząd 21, grób 1). 
Podczas II wojny światowej wykonał 192 loty bojowe w czasie 255 godzin i 20 minut, zestrzelił dwa samoloty nieprzyjaciela na pewno i jeden prawdopodobnie. Na liście Bajana został sklasyfikowany na 137. miejscu.

## Ordery i odznaczenia
Za swą służbę został odznaczony:
- Krzyż Srebrny Orderu Virtuti Militari nr 8435
- Krzyż Walecznych – trzykrotnie
- Złoty Krzyż Zasługi z Mieczami
- Medal Lotniczy
- Polowa Odznaka Pilota
- Distinguished Flying Cross